# Sadie Frost
Sadie Frost, właśc. Sadie Liza Vaughan (ur. 19 czerwca 1965 w Londynie) – angielska aktorka i projektantka mody.

## Filmografia
- Empire State (1987)
- Diamond Skulls (1989)
- The Krays (1990)
- Drakula (1992)
- Splitting Heirs (1993)
- Shopping (1994)
- A Pyromaniac's Love Story (1995)
- Crimetime (1996)
- Flypaper (1997)
- Bent (1997)
- An Ideal Husband (1998)
- Final Cut (1998)
- Presence of Mind (1999)
- Captain Jack (1999)
- Love, Honour and Obey (2000)
- Rancid Aluminium (2000)
- Soul Patrol (2000)
- Powstanie (2001)
- The Heavy (2008)
- Shoot On Sight (2008)
- Dotty (2013)